# اما (فیلم ۱۹۳۲)
اِما (انگلیسی: Emma) فیلمی در ژانر کمدی-درام به کارگردانی کلارنس براون است که در سال ۱۹۳۲ منتشر شد.
از بازیگران آن می‌توان به ماری درسلر، میرنا لوی، باربارا کنت و جورج میکر اشاره کرد.